# Pentélico
El monte Pentélico (en griego, Πεντέλη; antiguas formas: Pentele, Pentelicon o Pentelicus, y Vrilissos o Vrilittos —en griego Βριλησσός, Βριληττός—, Mendeli en la época medieval) es un monte que se encuentra situado al noreste de Atenas y al sureste de Maratón, en Grecia. Tiene una altitud de 1109 m s. n. m.

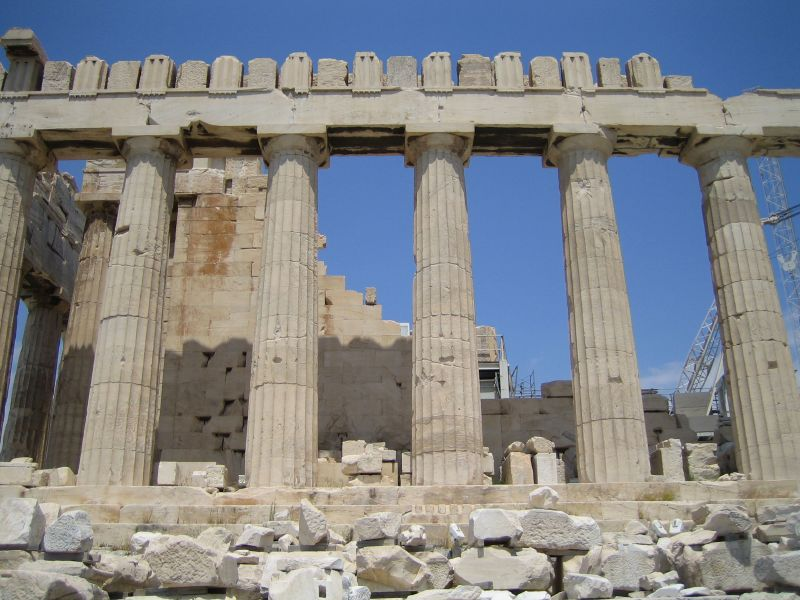
Partenón, fabricado con mármol pentélico

Desde la antigüedad es famoso por el mármol pentélico, que fue usado para la construcción del Partenón y de otros edificios en la acrópolis de Atenas, así como para innumerables esculturas antiguas. Ese mármol destaca por ser de una blancura uniforme, con un ligero matiz que le confiere un brillo dorado a la luz del sol. 
La antigua cantera está protegida por el gobierno griego y se usa exclusivamente para obtener material para la restauración de la Acrópolis. El camino usado desde la antigüedad para el transporte de los bloques de mármol es una bajada continua que sigue la caída natural del terreno, y ha sido investigado por el jefe del proyecto de restauración de la Acrópolis, Manolis Korres.
En medio del promontorio se erigió un monasterio.
Un incendio de grandes proporciones afectó a la masa arbolada que cubre la mayor parte del monte en julio de 1995, y varios más se produjeron en el verano de 2007.